# Jurna vas
Jurna vas – wieś w Słowenii, w gminie miejskiej Novo mesto. W 2018 roku liczyła 113 mieszkańców. 